# Johan Collander
Johan Collander, född 16 oktober 1674 i Kvillinge socken, död 14 juni 1745 i Östra Husby socken, var en svensk präst i Tåby församling och Östra Husby församling.

## Biografi
Johan Collander föddes 16 oktober 1674 i Kvillinge socken. Han var son till sockenskomakaren Hans och Elisabeth Andersdotter. Collander blev vårterminen 1701 student vid Uppsala universitet och prästvigdes 30 januari 1708. Han blev 1709 komminister i Väversunda församling och 1 juli 1710 komminister i Kvarsebo församling. Collander blev 1717 kyrkoherde i Tåby församling och 1731 kyrkoherde i Östra Husby församling. Han avled 14 juni 1745 i Östra Husby socken.
Ett porträtt av Collander finns i Östra Husby kyrkas sakristia och en minnestavla i vapenhuset.

### Familj
Collander gifte sig första gången 10 juni 1709 med Maria Fröling (1684–1711). Hon var dotter till kyrkoherden i Skedevi socken. De fick tillsammans sonen Magnus (1710–1732). Collander gifte sig andra gången 12 juni 1712 med Maria Tzander (1683–1762). Hon var dotter till kyrkoherden Johannes Tzander i Höreda socken. De fick tillsammans barnen Catharina (1713–1713), Johan (1714–1763), Elisabeth Maria, Claës (1717–179?), Catharina (1718–1718),  Haquin (1719–1795),  Anna Catharina, Hedvig (1721–1723), Gustaf (1723–1805) och Hans Petrus (1724–1787).